# Holy Diver
| 전문가 평가                      | 전문가 평가     |
| 평가 점수                        | 평가 점수       |
| 출처                             | 점수            |
| -------------------------------- | --------------- |
| AllMusic                         | [ 1 ]           |
| Collector's Guide to Heavy Metal | 10/10           |
| Kerrang!                         | very favourable |
| Mojo                             | [ 4 ]           |

《Holy Diver》는 1983년 5월 25일에 발매된 미국의 헤비 메탈 밴드 디오의 데뷔 스튜디오 음반이다. 보컬리스트 로니 제임스 디오는 블랙 사바스에서의 첫 임기를 막 마쳤는데, 그의 드러머 비니 어피스는 그의 밴드를 만들기 위해 그와 함께 갔다. 이 명단은 레인보우 출신의 전 밴드 동료 지미 베인이 베이스로, 그리고 NWOBHM 밴드 스위트 새비지에서 온 젊은 기타리스트 비비언 캠벨에 의해 완성되었다. 이 음반은 음악 언론으로부터 호평을 받았고 이 밴드의 가장 성공적인 노력이다.

## 배경
1983년 5월 25일에 발매된 이 음반은 비평가들로부터 디오의 최고 작품이자 헤비 메탈 장르의 고전적인 주식이라는 찬사를 받았다. 이 음반은 1984년 9월 12일, 미국에서 골드, 1989년 3월 21일 플래티넘 인증을 받았다. 영국에서는 1986년 1월에 《The Last in Line》과 동시에 영국 축음기 협회의 실버 인증 (60,000장 판매)을 획득했다.
오리지널 바이닐 발매에는 레인보우와 블랙 사바스의 모습이 모두 담긴 합성 사진 LP 라이너가 달려 있었다.
이 음반은 2005년에 록 캔디 레코드에 의해 리마스터되고 재발매되었다. 오리지널 음반에 유일하게 주목할 만한 추가 음반은 로니 제임스 디오와의 오디오 인터뷰뿐이다. 2005년판의 트랙 10-19는 음반에 대한 다양한 질문에 대한 디오의 대답이다. 질문들은 인터뷰 자체에서 제기되는 것이 아니라 CD의 책자 안에서 찾을 수 있다. 이 음반은 《The Last in Line》과 《Sacred Heart》와 함께 2012년 3월 19일 미국 이외의 지역에서 전세계적으로 배포할 수 있도록 유니버셜을 통해 새로운 2CD 디럭스 에디션으로 발매되었다.
〈Caught in the Middle〉은 캠벨의 이전 밴드인 스위트 새비지의 곡 〈Straight Through the Heart〉(1983년)와 메인 기타 리프를 공유하며, 이 음반의 다른 곡에 타이틀이 사용되었다.

## 커버 아트
이 커버에는 랜디 버렛의 삽화인 밴드 마스코트 머레이가 그려져 있으며, 사슬이나 목사의 깃을 가진 남자가 쇠사슬을 타고 떠 있는 파도에 쇠사슬을 회전시키고 있다. 디오는 재빨리 외모가 오해를 불러일으키고, 사람들이 "커버로 책을 판단하지 않기를" 원하는 사제가 될 수도 있다고 주장했다.
머레이는 몇 개의 다른 디오 음반에 수록되어 있다. "DIO" 로고가 거꾸로 보일 경우, "DIE" 또는 "DEVIL" 단어의 철자로 해석될 수 있다. 로니 제임스 디오는 이것을 순전히 우연이라고 불렀다.

## 곡 목록
| #  | 제목                        | 작사·작곡                   | 재생 시간 |
| -- | --------------------------- | --------------------------- | --------- |
| 1. | 〈Stand Up and Shout〉      | 로니 제임스 디오, 지미 베인 | 3:18      |
| 2. | 〈Holy Diver〉              | 디오                        | 5:51      |
| 3. | 〈Gypsy〉                   | 디오, 비비언 캠벨           | 3:39      |
| 4. | 〈Caught in the Middle〉    | 디오, 비니 어피스, 캠벨     | 4:14      |
| 5. | 〈Don't Talk to Strangers〉 | 디오                        | 4:53      |

| #  | 제목                           | 작사·작곡                | 재생 시간 |
| -- | ------------------------------ | ------------------------ | --------- |
| 6. | 〈Straight Through the Heart〉 | 디오, 베인               | 3:31      |
| 7. | 〈Invisible〉                  | 디오, 어피스, 캠벨       | 5:24      |
| 8. | 〈Rainbow in the Dark〉        | 디오, 어피스, 베인, 캠벨 | 4:15      |
| 9. | 〈Shame on the Night〉         | 디오, 어피스, 베인, 캠벨 | 5:19      |

## 인증
| 국가                                                            | 인증        | 판매량/출하량 |
| --------------------------------------------------------------- | ----------- | ------------- |
| 영국 (BPI)                                                      | 실버        | 60,000^       |
| 미국 (RIAA)                                                     | 2× 플래티넘 | 2,000,000     |
| ^출하량을 기반으로 한 인증 · 판매량+스트리밍을 기반으로 한 인증 |             |               |